# Звяртувек
Звяртувек (пол. Zwiartówek) — село в Польщі, у гміні Рахані Томашівського повіту Люблінського воєводства.
Населення — 177 осіб (2011).
Розташоване на Закерзонні (в історичному Надсянні).
У 1975—1998 роках село належало до Замойського воєводства.

## Демографія
Демографічна структура станом на 31 березня 2011 року:
|          | Загалом | Допрацездатний вік | Працездатний вік | Постпрацездатний вік |
| -------- | ------- | ------------------ | ---------------- | -------------------- |
| Чоловіки | 84      | 17                 | 46               | 21                   |
| Жінки    | 93      | 9                  | 46               | 38                   |
| Разом    | 177     | 26                 | 92               | 59                   |